# Teyl damsonoides
Espèce
Synonymes
- Merredinia damsonoides Main, 1983

Teyl damsonoides est une espèce d'araignées mygalomorphes de la famille des Anamidae.

## Distribution
Cette espèce est endémique du Wheatbelt en Australie-Occidentale,. Elle se rencontre du lac Cronin au lac Mollerin.

## Description
La carapace du mâle holotype mesure 7,8 mm de long sur 6,6 mm.
Le mâle décrit par Rix, Wilson et Harvey en 2023 mesure 18,6 mm et la femelle 31,31 mm.

## Systématique et taxinomie
Cette espèce a été décrite sous le protonyme Merredinia damsonoides par Main en 1983. Elle est placée dans le genre Teyl par Harvey, Hillyer, Main, Moulds, Raven, Rix, Vink et Huey en 2018.

## Publication originale
- Main, 1983 : « Further studies on the systematics of Australian Diplurinae (Chelicerata: Mygalomorphae: Dipluridae): two new genera from south western Australia. » Journal of Natural History, vol. 17, no 6, p. 923-949.